# Espúrio Carvílio Máximo Ruga
Espúrio Carvílio Máximo Ruga (m. 211 a.C.; em latim: Spurius Carvilius Maximus Ruga) foi um político da gente Carvília da República Romana eleito cônsul por duas vezes, em 234 e 228 a.C., com Lúcio Postúmio Albino e Fábio Máximo. Era filho de Espúrio Carvílio Máximo, cônsul em 293 e 272 a.C..
Se atribui a ele a invenção da letra "G", que não existia nem no alfabeto grego e nem no etrusco, inventada simplesmente acrescentando uma barra vertical à já existe letra "C" para que, com este novo sinal, o "C" deixasse de representar o fonema oclusivo velar sonoro, pondo fim à ambiguidade de leitura.

## Primeiro consulado (234 a.C.)
Foi eleito cônsul em 234 a.C. com Lúcio Postúmio Albino e liderou a expedição enviado pelo Senado até a Córsega, mas, por conta de uma tempestade, acabou obrigado a voltar para Roma. No ano seguinte, conseguiu expulsar todos os navios cartagineses de Sardenha e Córsega, que se tornou a segunda província romana (depois da Sicília). Segundo os Fastos Capitolinos, obteve um triunfo por esta vitória.

## Segundo consulado (228 a.C.)
Em 228 a.C., foi eleito novamente, desta vez com Fábio Máximo, ano em que, segundo Cícero não opôs resistência, assim como o seu colega, à Lex Flaminia, a lei agrária do tribuno da plebe Caio Flamínio que propunha para a divisão das terras da Gália Cisalpina. Políbio porém, data a lei agrária de Caio Flamínio quatro anos antes, no consulado de Marco Emílio Lépido (232 a.C.).

## Anos finais e morte
Carvílio Máximo não é mencionado novamente até o ano da desastrosa batalha de Canas (216 a.C.) quando propôs, com o objetivo de preencher os assentos no Senado, vagos por causa dos diversos mortos na batalha, e também de unir mais estreitamente os latinos aos romanos, que as vagas no Senado deveriam ser ocupadas pela escolha de dois senadores por cada uma das tribos latinas; porém, a sua proposta foi recusada com grande indignação e desprezo.
Morreu em 211 a.C. ocupando a função de áugure. Seu sucessor foi Marco Servílio Gêmino.

## Divórcio
Carvílio é famoso por ter sido a primeira pessoa a se divorciar de sua esposa argumentando a sua esterilidade, mas a sua conduta foi amplamente condenada. Contudo, questiona-se se este foi mesmo o primeiro caso de divórcio em Roma, pois a lei das Doze Tábuas já previa o divórcio duzentos anos antes.